# Svazek obcí Křivoklátska
Svazek obcí Křivoklátska sdružuje 29 obcí v okresech Beroun, Kladno, Rakovník a Rokycany, jeho sídlem je Karlova Ves a jeho cílem je vytvářet podmínky pro spolupráci, součinnost a sjednocení postupu zejména obcí, na jejichž území se nachází Chráněná krajinná oblast Křivoklátsko, a to:
- a) v záležitostech ochrany přírody a krajiny, především v otázkách vyplývajících z existence a působení CHKO na jejich území,
- b) v záležitostech ochrany přírody a krajiny, především v otázkách vyplývajících z možné existence působení Národního parku Křivoklátsko na jejich území,
- c) v záležitostech formování trvale udržitelného rozvoje obcí, s přihlédnutím k přírodní a kulturní jedinečnosti území CHKO a navrhovaného NP Křivoklátsko,
- d) v zajištění jednotného postupu a případného zastoupení zúčastněných obcí, ve správních, popř. soudních řízeních ve věcech uvedených v bodech a) a b) tohoto článku při hájení jejich společných zájmů.

## Obce sdružené ve svazku
- Branov
- Broumy
- Běleč
- Čilá
- Horní Bezděkov
- Hracholusky
- Hřebečníky
- Hředle
- Karlova Ves
- Křivoklát
- Kublov
- Malé Kyšice
- Městečko
- Nižbor
- Nový Jáchymov
- Ostrovec-Lhotka
- Otročiněves
- Pavlíkov
- Podmokly
- Pustověty
- Račice
- Roztoky
- Skryje
- Svatá
- Sýkořice
- Velká Buková
- Hradiště
- Zbečno
- Žilina